# بگیدیان
بگیدیان (روسی: Бегидян) یک رودخانه در یاقوتستان کشور روسیه است.